# Juri Wassiljewitsch Jakowlew

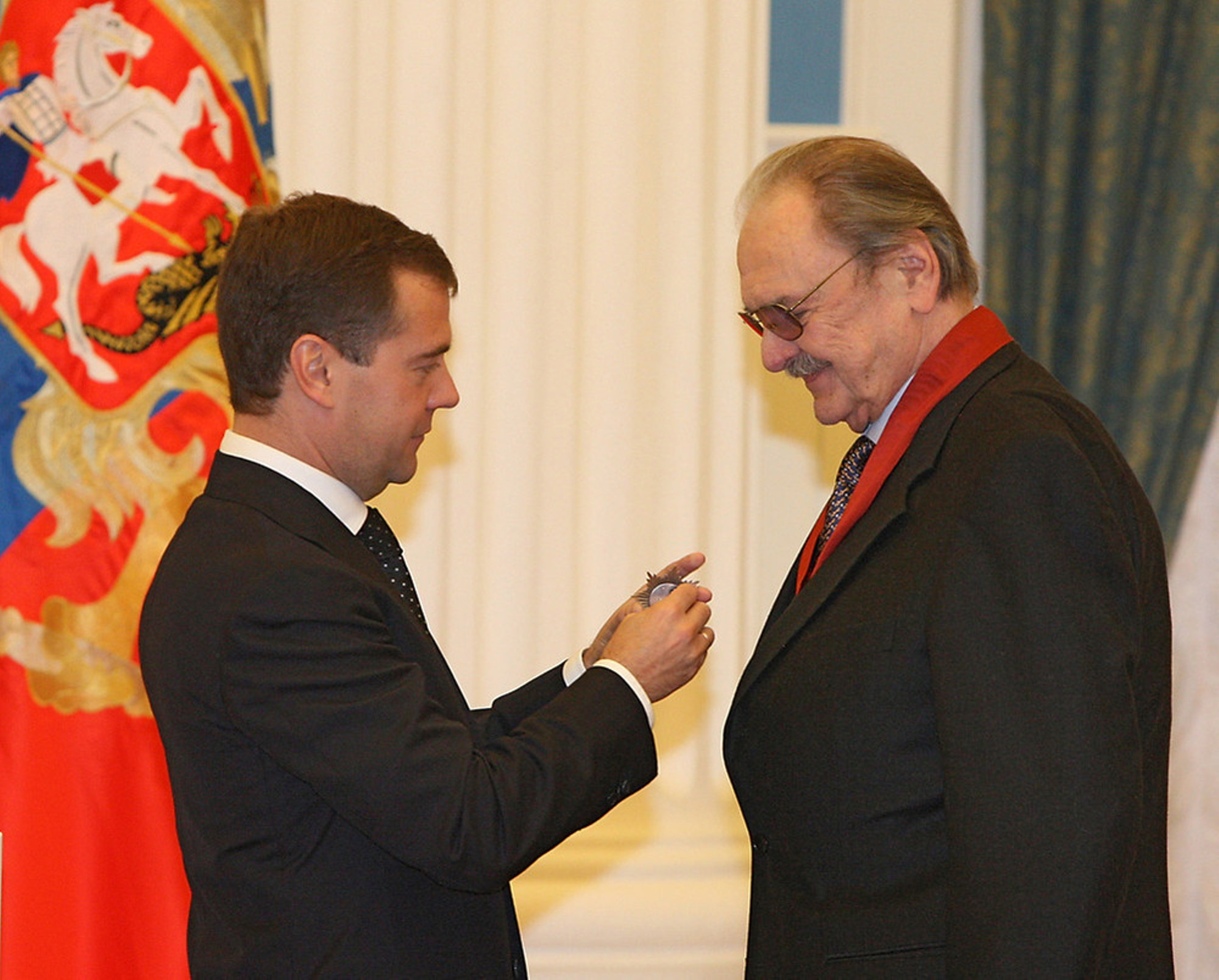
Juri Wassiljewitsch Jakowlew (2008)

Juri Wassiljewitsch Jakowlew (russisch Ю́рий Васи́льевич Я́ковлев; * 25. April 1928 in Moskau, Sowjetunion; † 30. November 2013 ebenda) war ein russischer Schauspieler und seit 1976 Volkskünstler der UdSSR.

## Leben und Wirken
Von 1948 bis 1952 studierte er Schauspiel an der Schtschukin-Theaterhochschule des Wachtangow-Theaters in Moskau. Ab 1952 war er Mitglied der Schauspielertruppe des Wachtangow-Theaters. Zu seinen Bühnenpartnern zählten dort Schauspieler wie Michail Uljanow, Ruben Simonow, Boris Sachawa, Michail Astangow, Warwara Popowa und viele andere bekannte sowjetische beziehungsweise russische Darsteller.
Größere Bekanntheit beim Film erlangte er 1958 durch die Hauptrolle als Prinz Myschkin im Film Der Idiot von Iwan Pyrjew. In den 1960er bis 1980er Jahren gehörte er zu den populärsten Schauspielern der Sowjetunion.
Jakowlew war in seiner fast 60 Jahre währenden Karriere sowohl beim Film und Fernsehen, als auch am Theater aktiv. Von 1952 bis 2003 war er in knapp 40 Produktionen auf Theaterbühnen zu sehen und er drehte bis 2007 knapp 60 Filme. Zu seinen bekanntesten Filmen gehören Iwan Wassiljewitsch wechselt den Beruf (1973) von Leonid Gaidai, Die Ironie des Schicksals, oder Genieße Dein Bad! (1975) sowie Kin-dsa-dsa! von 1986.
Im Jahre 1997 hat Jakowlew außerdem ein Buch namens „Albom sudby mojej“ (Album meines Schicksals) herausgebracht.

## Auszeichnungen
Jakowlew wurde 1976 mit dem Titel Volkskünstler der UdSSR ausgezeichnet und erhielt den Verdienstorden für das Vaterland. 1978 wurde er mit dem Orden des Roten Banners der Arbeit ausgezeichnet und im Jahre 1988 folgte die Übergabe eines Leninordens an ihn. Des Weiteren bekam er diverse russische Filmpreise verliehen.

## Privates
Jakowlews Vater, Wassili Wassiljewitsch Jakowlew, war Jurist und seine Mutter, Olga Michailowna Iwanowa, war Hausfrau. Insgesamt drei Mal war Jakowlew verheiratet (unter anderem mit der Schauspielerin Jekaterina Rajkina) und wurde in jeder Ehe Vater eines Kindes, von denen Anton Jakowlew und Aljona Jakowlewa auch Schauspieler sind. Er lebte mit seiner Familie in Moskau.

## Filmografie (Auswahl)
- 1957: Ein ungewöhnlicher Sommer (Neobyknovennoye leto)
- 1959: Dem Morgenrot entgegen (Zare navstrechu)
- 1962: Husarenballade (Gusarskaya ballada)
- 1966: Vorsicht, Autodieb! (Beregis awtomobilja) – als Sprecher
- 1967: Anna Karenina
- 1969: Sujet für eine Kurzgeschichte (Syuzhet dlya nebolshogo rasskaza)
- 1969: Das Geheimnis des Zauberers (Korol-olen)
- 1973: Die Alten, diese Räuber (Stariki-razboyniki)
- 1973: Iwan Wassiljewitsch wechselt den Beruf (Ivan Vasilevich menyaet professiyu)
- 1974: Unvergängliche Leidenschaft (Lyubov zemnaya)
- 1975: Die Ironie des Schicksals, oder Genieße Dein Bad! (Ironiya sudby, ili S legkim parom!)
- 1982: Tolles Geld (Beshenye dengi)
- 1986: Kin-dsa-dsa!
- 1988: Rückkehr zur Schatzinsel (Ostrov sokrovishch)
- 1992: Drei Degen für die Zarin (Gardemariny III)
- 1999: Est-Ouest – Eine Liebe in Russland (Est-Ouest)